# Necrobarista
Necrobarista es un videojuego perteneciente al género de novela visual desarrollado por el estudio Route 59 para Microsoft Windows, macOS, PlayStation 4 y Nintendo Switch, siendo lanzado en Microsoft Windows el 22 de julio de 2020. Las versiones de Nintendo Switch y PlayStation 4 están programadas para lanzarse en el año 2020.

## Descripción general
Necrobarista es una novela visual, ambientada en una cafetería de Melbourne, que sirve tanto a los vivos como a los muertos, y es visitada por gánsteres, hipsters y nigromantes. A diferencia del arte 2D típico del género, se presenta a través de secuencias cinemáticas en 3D.

## Desarrollo y lanzamiento
El videojuego fue desarrollado por el estudio australiano Route 59, utilizando el motor del videojuego Unity. El estilo visual de las cinemáticas 3D fue influenciado por el anime. El lanzamiento del videojuego fue anunciado en octubre de 2017 para Microsoft Windows y MacOS,  pero se retrasó hasta el 22 de julio de 2020, con una versión de Nintendo Switch también prevista para un lanzamiento posterior. El compositor del proyecto es Kevin Penkin.

## Recepción

### Prelanzamiento
En la cobertura previa al lanzamiento, múltiples críticos elogiaron la presentación del videojuego. Nathan Grayson en Kotaku y Kyle LeClair en Hardcore Gamer lo compararon con los títulos del desarrollador japonés Atlus, con Grayson describiéndolo como elegante y similar a la saga Persona "en una cafetería", y LeClair diciendo que la estética de anime, la música y la atmósfera "no parecerían fuera de lugar en un videojuego Atlus de alto nivel". Joel Couture de Siliconera calificó el estilo de arte como "llamativo", con su uso del arte en 3D en lugar de la animación tradicional y las imágenes estáticas en 2D comunes al género de novelas visuales. Gray, aunque señaló que era difícil precisar el tono exacto que pretendía con solo ver el tráiler, también dijo que le gustaba el concepto de una cafetería visitada por los muertos y los vivos, y LeClair dijo que La interacción con el entorno y la investigación que se muestran en el tráiler sentían que estaban creando un misterio interesante.